# NGC 3755
NGC 3755 est une galaxie spirale barrée située dans la constellation de la Grande Ourse. NGC 3755 a été découverte par l'astronome britannique John Herschel en 1831.

## Caractéristiques
La classe de luminosité de NGC 3755 est III et elle présente une large raie HI.

### Distance
Sa vitesse par rapport au fond diffus cosmologique est de 1 839 ± 19 km/s, ce qui correspond à une distance de Hubble de 27,1 ± 1,9 Mpc (∼88,4 millions d'al).
À ce jour, une quizaine de mesures non basées sur le décalage vers le rouge (redshift) donnent une distance de 33,480 ± 8,598 Mpc (∼109 millions d'al), ce qui est à l'intérieur des valeurs de la distance de Hubble. Notons cependant que c'est avec la valeur moyenne des mesures indépendantes, lorsqu'elles existent, que la base de données NASA/IPAC calcule le diamètre d'une galaxie et qu'en conséquence le diamètre de NGC 3755 pourrait être d'environ 28,4 kpc (∼92 600 al) si on utilisait la distance de Hubble pour le calculer.

### Brillance de surface
En raison d'une brillance de surface égale à 14,49 mag/am2, on peut qualifier NGC 3755 de galaxie à faible brillance de surface (LSB en anglais pour low surface brightness). Les galaxies LSB sont des galaxies diffuses (D) avec une brillance de surface inférieure de moins d'une magnitude à celle du ciel nocturne ambiant.